# Vòng loại Giải vô địch bóng đá thế giới 2002 (play-off liên lục địa)
Vòng loại Giải vô địch bóng đá thế giới 2002 (play-off liên lục địa) là vòng loại cuối cùng của Giải vô địch bóng đá thế giới (FIFA World Cup) 2002, bao gồm 2 cặp đấu play-off liên lục địa (gồm 4 đội) để xác định 2 suất cuối cùng tham dự FIFA World Cup 2002. Họ đã thắng Ireland và Uruguay. Đây là lần cuối cùng một đội tuyển châu Âu giành được một suất tham dự World Cup thông qua một trận play-off liên lục địa; từ năm 2006 trở đi, các vòng loại châu Âu còn lại sẽ được xác định bằng trận play-off cấp châu lục.

## Thể thức
4 đội tuyển từ 4 liên đoàn châu lục (AFC, CONMEBOL, OFC, và UEFA) được bốc thăm thành 2 cặp đấu.
Lễ bốc thăm thứ tự thi đấu của các trận play-off được tổ chức vào ngày 31 tháng 8 năm 2001 trong Đại hội FIFA ở Zürich, Thụy Sĩ.
Ở mỗi cặp đấu, các đội thi đấu hai lượt trận sân nhà và sân khách. Hai đội chiến thắng ở 2 cặp đấu giành quyền tham dự FIFA World Cup 2002 tại Hàn Quốc và Nhật Bản.

## Các đội tham dự
| Liên đoàn | Tư cách                         | Đội              |
| --------- | ------------------------------- | ---------------- |
| AFC       | Thắng vòng 3 (play-off)         | Iran             |
| CONMEBOL  | Đứng thứ năm khu vực Nam Mỹ     | Uruguay          |
| OFC       | Nhất khu vực                    | Úc               |
| UEFA      | Á quân được bốc thăm ngẫu nhiên | Cộng hòa Ireland |

## Các trận đấu
Các trận lượt đi được tổ chức vào ngày 10 tháng 11 năm 2001 (UEFA v AFC) và ngày 20 tháng 11 năm 2001 (OFC v CONMEBOL). Các trận lượt về được tổ chức vào ngày 15 tháng 11 năm 2001 (UEFA v AFC) và ngày 25 tháng 11 năm 2001 (OFC v CONMEBOL).

### UEFA v AFC
| Đội 1            | TTS | Đội 2 | Lượt đi | Lượt về |
| ---------------- | --- | ----- | ------- | ------- |
| Cộng hòa Ireland | 2–1 | Iran  | 2–0     | 0–1     |

| Cộng hòa Ireland              | 2–0      | Iran |
| ----------------------------- | -------- | ---- |
| Harte 44' (ph.đ.) · Keane 50' | (Report) |      |

| Iran             | 1–0      | Cộng hòa Ireland |
| ---------------- | -------- | ---------------- |
| Golmohammadi 90' | (Report) |                  |

Cộng hòa Ireland giành chiến thắng với tổng tỉ số 2–1 và giành quyền tham dự FIFA World Cup 2002.

### OFC v CONMEBOL
| Đội 1 | TTS | Đội 2   | Lượt đi | Lượt về |
| ----- | --- | ------- | ------- | ------- |
| Úc    | 1–3 | Uruguay | 1–0     | 0–3     |

| Úc                 | 1–0      | Uruguay |
| ------------------ | -------- | ------- |
| Muscat 78' (ph.đ.) | (Report) |         |

| Uruguay                      | 3–0      | Úc |
| ---------------------------- | -------- | -- |
| Silva 14' · Morales 70', 90' | (Report) |    |

Uruguay giành chiến thắng với tổng tỉ số 3–1 và giành quyền tham dự FIFA World Cup 2002.

## Danh sách ghi bàn
Có 7 bàn thắng được ghi trong 4 trận đấu, trung bình mỗi trận có 1,75 bàn thắng.
2 bàn thắng
- Richard Morales

1 bàn thắng
- Kevin Muscat
- Yahya Golmohammadi
- Ian Harte
- Robbie Keane
- Darío Silva